# Nadja Uhl
Nadja Uhl (née le 23 mai 1972 à Stralsund (Allemagne) est une actrice allemande.

## Biographie

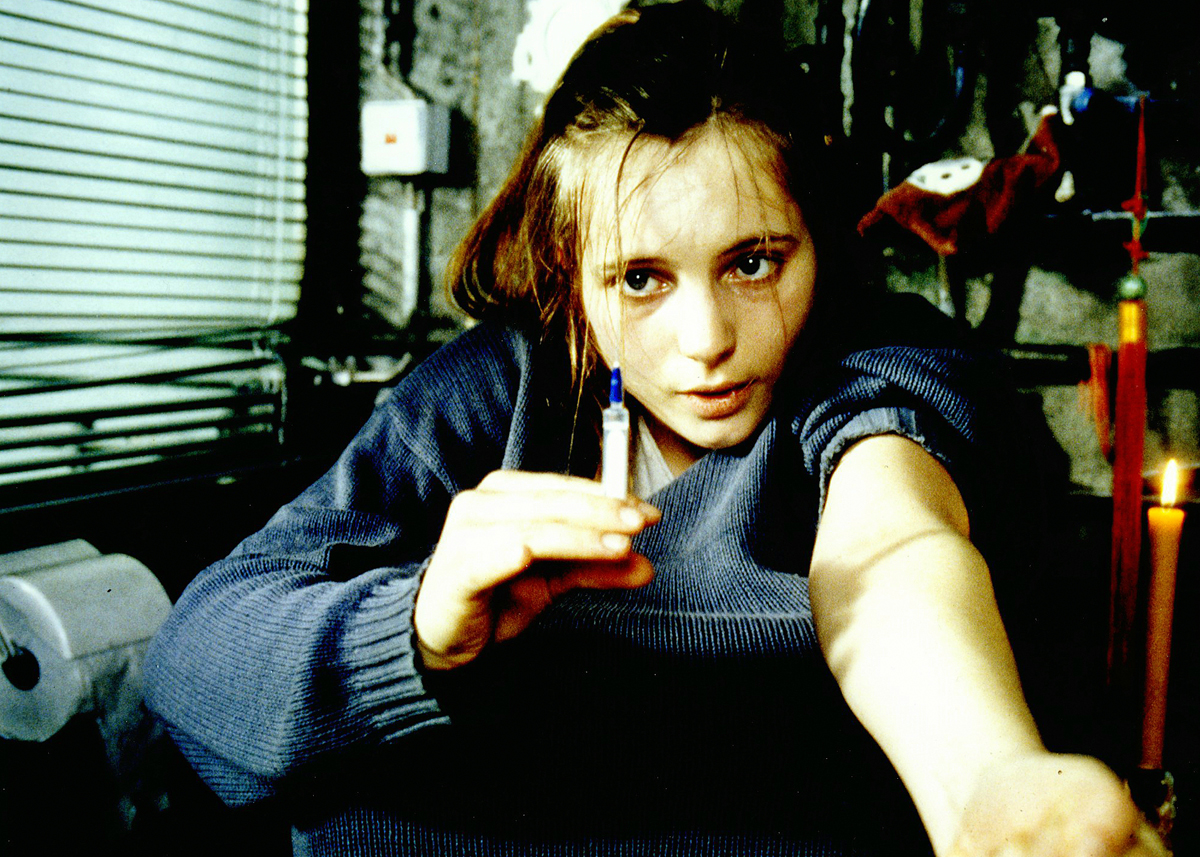
Nadja Uhl dans un épisode de la série télévisée Polizeiruf 110 d'Urs Odermatt, 1996.

Dès sa scolarité, Nadja désire la célébrité. Elle se forme à Leipzig, à l'École supérieure de musique et de théâtre Felix Mendelssohn Bartholdy, entre 1990 et 1994. 
Elle joue ses premiers rôles au théâtre Hans-Otto de Potsdam en 1994 : Viola dans Was ihr wollt (Twelfth Night or What You Will) de Shakespeare, Polly Peachum dans Die Dreigroschenoper (L'Opéra de quat'sous) de Brecht, la jeune Gretchen dans Faust de Goethe, Paula dans Die Legende vom Glück ohne Ende de Ulrich Plenzdorf. 
Elle fait ses premiers essais au cinéma en 1993, vers la fin de ses études, dans Der grüne Heinrich (Henri le vert).  Elle travaille dès lors dans les films et la télévision. Elle devient célèbre par sa contribution aux Trois vies de Rita Vogt de Volker Schlöndorff. 
Elle et son compagnon Kay Bockhold se sont lancés dans un musical : Varieté Walhalla. Ensemble, ils ont deux filles.

## Filmographie
- 1993 : Henri le vert (Der Grüne Heinrich) : Agnes
- 1996 : Zerrissene Herzen (TV) : Britta
- 1996 : Polizeiruf 110 (série télévisée) : Bibi
- 1996 : Alarmcode 112 (série télévisée)
- 1997 : First Love - Die große Liebe (série télévisée) : Wolke
- 1997 : Schimanski (Tatort) (série télévisée) : Petra Schächter
- 1997 : L'Ultime Vengeance (Mein ist die Rache) (TV) : Evi
- 1997 : Beichtstuhl der Begierde (TV)
- 1998 : Mörderisches Erbe - Tausch mit einer Toten (TV) : Helen Braddy
- 1998 : Blutiger Ernst (TV) : Marysa Heeren
- 1998 : Parfum de meurtre (Gefährliche Lust - Ein Mann in Versuchung) (TV) : Sophie
- 1998 : Stan Becker - Auf eigene Faust (TV) : Laura Basenius
- 1998 : Ufos über Waterlow (TV)
- 1999 : No Sex (TV) : Isabell Jacobi
- 1999 : Schnee in der Neujahrsnacht : Nora
- 2000 : Verrat
- 2000 : Les Trois Vies de Rita Vogt (Die Stille nach dem Schuß) : Tatjana
- 2000 : Verhängnisvolles Glück (TV) : Gloria
- 2001 : La volpe a tre zampe (it) : Doris
- 2001 : Berlin en fièvre (My Sweet Home) : Anke
- 2001 : Retour de flammes : Nele
- 2002 : Famille brisée (Scherbentanz) : Zitrone
- 2002 : Les Sœurs jumelles (De Tweeling) : Young Anna
- 2003 : Das Wunder von Lengede (de) (TV) : Helga Wolbert
- 2004 : Soundless - Sans un bruit (Lautlos) : Nina
- 2005 : Mord am Meer (TV) : Paula Reinhardt
- 2005 : Un été à Berlin (Sommer vorm Balkon) : Nicole 'Nike' Pawelsky
- 2006 : Artour (série télévisée)
- 2006 : Dornröschen erwacht (TV) : Juliane Meybach
- 2006 : Au cœur de la tempête (Die Sturmflut) (TV) : Katja Döbbelin
- 2006 : Quatre Minutes (Vier Minuten) : Nadine Hoffmann
- 2006 : Ce n'étaient pas tous des assassins (Nicht alle waren Mörder) (TV) : Anna Degen
- 2008 : Cherry Blossoms (Kirschblüten - Hanami) : Franzi
- 2008 : La Bande à Baader (Der Baader Meinhof Komplex) : Brigitte Mohnhaupt
- 2008 : Mogadiscio (TV) : Stewardess Gabriele Dillmann
- 2009 : So glücklich war ich noch nie : Tanja
- 2010 : Die Toten vom Schwarzwald (téléfilm) : Inka Frank
- 2011 : Dschungelkind : la mère Doris Kuegler
- 2011 : Männerherzen... und die ganz ganz große Liebe : Susanne Feldberg
- 2012 : La Tour (téléfilm) : Josta Fischer
- 2012 : Opération Zucker (téléfilm) : Karin Wegemann
- 2013 : Schlussmacher : Katharina 'Kati' Dreher
- 2013 : Ein weites Herz - Schicksalsjahre einer deutschen Familie (téléfilm) : Isa Vermehren
- 2013 : Der Kaktus (téléfilm) : Thea Cronpichel
- 2013 : 300 Worte Deutsch  : Conny
- 2013 : Cœur de tonnerre (téléfilm) : comtesse Cecilie von Hohenberg
- 2017 : Je ne me tairai pas (Ich werde nicht schweigen)
- 2020 : Cortex de Moritz Bleibtreu : Karoline

## Distinctions
- 2000 : Ours d'argent pour Les Trois vies de Rita Vogt (Die Stille nach dem Schuss)
- 2003 : Bambi et 2004 : Adolf-Grimme-Preis pour le téléfilm Das Wunder von Lengede (A Light in Dark Places)
- 2005 : Siver Hugo Award au festival du film de Chicago comme meilleure actrice pour Un été à Berlin (Sommer vorm Balkon)